# Божи (Ардеш)
Божи́ (фр. и окс. Bogy) — коммуна во Франции, находится в регионе Рона — Альпы. Департамент коммуны — Ардеш. Входит в состав кантона Серьер. Округ коммуны — Турнон-сюр-Рон.
Код INSEE коммуны — 07036.
Коммуна расположена приблизительно в 440 км к юго-востоку от Парижа, в 55 км южнее Лиона, в 65 км к северу от Прива.

## Население
Население коммуны на 2008 год составляло 336 человек.
| 1962 | 1968 | 1975 | 1982 | 1990 | 1999 | 2008 |
| ---- | ---- | ---- | ---- | ---- | ---- | ---- |
| 146  | 166  | 179  | 201  | 245  | 263  | 336  |

## Экономика

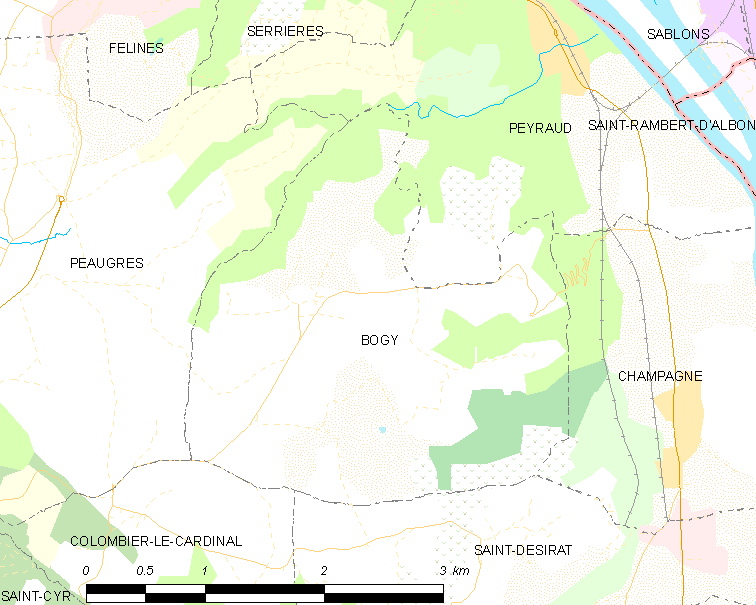
Карта коммуны

В 2007 году среди 227 человек в трудоспособном возрасте (15—64 лет) 175 были экономически активными, 52 — неактивными (показатель активности — 77,1 %, в 1999 году было 77,5 %). Из 175 активных работали 170 человек (94 мужчины и 76 женщин), безработных было 5 (2 мужчин и 3 женщины). Среди 52 неактивных 18 человек были учениками или студентами, 22 — пенсионерами, 12 были неактивными по другим причинам.

## Достопримечательности
- Замок Байяр
- Церковь XIX века